# Besos en la frente
Besos en la frente es una película argentina de drama romántico de 1996 dirigida por Carlos Galettini. Protagonizada por China Zorrilla y Leonardo Sbaraglia. Coprotagonizada por Claudio García Satur, Carolina Papaleo, Alejandra Flechner y Érica Rivas. También, contó con la actuación especial de Mabel Manzotti. La película está basada en la obra teatral de Jacobo Langsner Una margarita Llamada Mercedes, que escribió para (y fue estrenada por) China Zorrilla. La película se estrenó el 5 de septiembre de 1996 y fue nominado para dos Premios Cóndor de Plata en 1997.

## Sinopsis
El relato desarrolla una peculiar historia de amor entre una mujer de 80 años llamada Mercedes Arévalo, quien es además una "Grand-Dame" de espíritu vivaz y encantador, y Sebastián Miguez, un joven escritor que acaba de llegar de Montevideo a la Ciudad de Buenos Aires.

## Reparto
- China Zorrilla ... Mercedes Arévalo
- Leonardo Sbaraglia ... Sebastián Miguez
- Claudio García Satur ... Fabio
- Carolina Papaleo ... Estela
- Alejandra Flechner ... Casilda
- Mabel Manzotti ... Raquel
- Leonardo Abremor ... Director musical
- Daniel Alvaredo ... Chófer
- Gustavo Bucciarelli ... Sonidista
- Henan Carbonero ... Niño
- Fernanda Caride ... Silvia
- Dario Casas ... Jardinero
- Lorena Colotta ... Músico 3
- Daniel Di Biase ... Doctor
- Jorge Dorio ... Esposo de Raquel
- Lucio Herrera ... Músico 2
- Cecilia Labourt ... Madre de Mercedes
- Hilda Mantovani ... Mujer en pensión
- Alberto Mariotti ... Músico 1
- Nieves Martín ... Abuela de Mercedes
- Francisco Nápoli ... Director de Cine
- Germán Palacios ... Protagonista de la película
- Melina Petriella ... Mercedes joven
- Angela Ragno ... Mujer protagonista en la película
- Pablo Rinaldi ... Padre de Mercedes
- Erica Rivas ... Laura
- César Vianco ... Pedro Luis
- Leonardo Lin ... Doble de luz de Leonardo Sbaraglia